# Fernão Anes de Castro
Fernão Anes de Castro (c. 1250 -?) foi um nobre e Cavaleiro medieval do Reino de Portugal, onde foi senhor do Castelo de Fornelos.

## Relações familiares
Foi filho de João Fernandes de Castro (c. 1230 -?) e de Maria Dade (c. 1230 -?). Casou com Elvira Rodrigues de Valadares (c. 1255 -?), senhora de Fornelos, filha de Rui Pais de Valadares (c. 1210 -?) e de Maria Pires de Azevedo (c. 1220 -?), de quem teve:
1. João Fernandes de Castro (c. 1275 -?). Casou com Rica Fernandes Torrichão, filha de Fernão Gonçalves Torrichão e de Sancha Rodrigues.
2. Pedro Fernandes de Castro, o qual casou por duas vezes, a primeira com Maria Martins Dade, filha de Martim Martins Dade (c. 1225- ?), alcaide de Santarém, e a segunda com Berengária Sarraza.
3. Maria de Castro.